# ألفرد أوسكار كوفين
ألفرد أوسكار كوفين (بالإنجليزية: Alfred Oscar Coffin)‏ هو أحيائي أمريكي، ولد في 14 مايو 1861، وتوفي في 1933.